# Robert Nozick
Robert Nozick (/ˈn oʊ z ɪ k/; New York, 1938. november 16. – Cambridge, 2002. január 23.) amerikai filozófus. A Harvard Egyetem  professzora, és az Amerikai Filozófiai Társaság elnöke volt. 

## Munkássága
Leginkább Anarchia, állam és utópia (1974) című könyvéről ismert, amely libertárius válasz John Rawls Az igazságosság elméletére (1971), amelyben ő a minimális államot javasolta az egyetlen kormányformaként. 

## Művei
- Anarchy, State, and Utopia (1974) ISBN 0-631-19780-X
- Philosophical Explanations (1981) ISBN 0-19-824672-2
- The Examined Life (1989) ISBN 0-671-72501-7
- The Nature of Rationality (1993/1995) ISBN 0-691-02096-5
- Socratic Puzzles (1997) ISBN 0-674-81653-6
- Invariances: The Structure of the Objective World (2001/2003) ISBN 0-674-01245-3